# Blauer Turm (Kopenhagen)

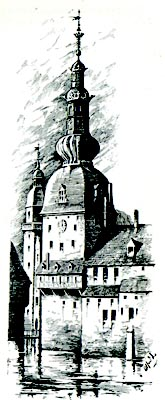
Blauer Turm (dänisch Blåtårn), 1611

Der Blaue Turm (dänisch Blåtårn) war ein Turm des königlichen Palastes in Kopenhagen, Dänemark, der als Staatsgefängnis diente. Er bestand vom 15. Jahrhundert bis 1731.

## Geschichte
Es ist nicht bekannt, wann der Turm erbaut wurde. Er wurde während der Regierungszeit von König Johann I. von Dänemark erstmals urkundlich erwähnt. Er wurde als Gefängnis, vor allem für politische Gefangene, genutzt, in dem viele bekannte Gefangene einsaßen. Darunter waren 1520 die Großmutter, Mutter und Schwestern des schwedischen Königs Gustav I. Wasa. Eine weitere bekannte Gefangene war 1663 bis 1685 Leonora Christina Ulfeldt. Während dieser Zeit begann sie mit der Abfassung ihrer Autobiografie Jammers Minde (Leidensgedächtnis), die ihre entbehrungsreiche Gefangenschaft darstellt.
Von 1731 bis 1732 wurde der Turm abgerissen. Weitere Türme in Dänemark wurden ebenfalls als Blauer Turm bezeichnet: ein Gefängnis am Frederiksholm-Kanal in Kopenhagen (1848 abgerissen), der Turm des Schlosses Sonderburg in Südjütland und der Bergfried der Siegesburg in Holstein.

## Bekannte Gefangene
- Sigrid Eskilsdotter, Großmutter des schwedischen Königs Gustav I. Wasa
- Cecilia Månsdotter, Mutter von König Gustav I.
- Margaret Eriksdotter Wasa, Märta Eriksdotter Wasa und Emerentia Eriksdotter Wasa, Schwestern König Gustavs
- Christina Gyllenstierna, Gattin Sten Stures des Jüngeren
- Torben Oxe, ein dänischer Adliger und vermeintlicher Mörder Dyveke Sigbritsdatters
- Dina Vinhofvers
- Leonora Christina Ulfeldt, Tochter König Christians IV. von Dänemark
- Otto Sperling, Hausarzt von Leonora Christian Ulfeldt und Corfiz Ulfeldt